# Biografielijst Zd

## Zda
- Konrad Zdarsa (1944), Duits geestelijke en bisschop

## Zde

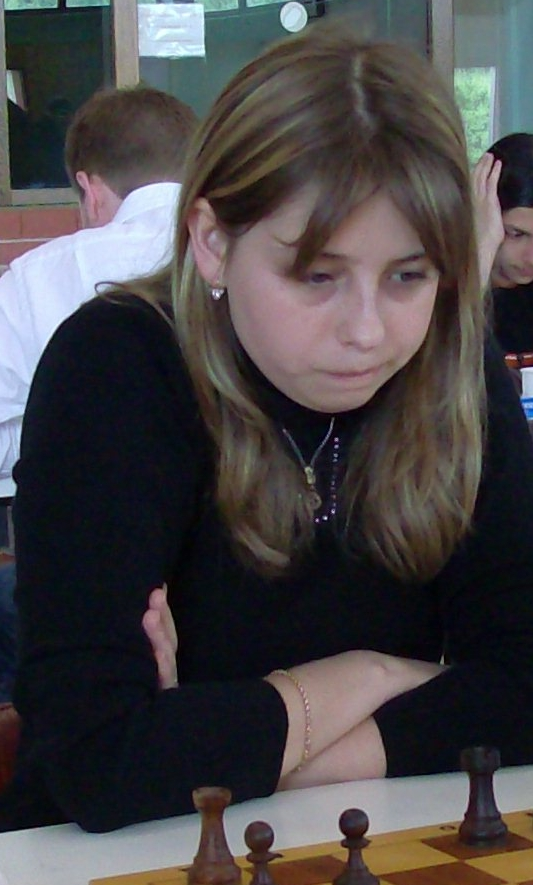
Natalja Zdebskaja

- Tomasz Zdebel (1973), Duits-Pools voetballer
- Natalja Zdebskaja (1986), Oekraïens schaakster
- John Paul Zdechlik (1937), Amerikaans componist, muziekpedagoog en dirigent
- Zdeslav van Kroatië (+879), hertog van Dalmatisch Kroatië (864, 878-879)

## Zdr
- David Zdrilić (1974), Australisch voetballer van Kroatische afkomst